# Zumbador
Un zumbador (en inglés buzzer) es un transductor electroacústico que produce un sonido o zumbido continuo o intermitente de un mismo tono (generalmente agudo). Sirve como mecanismo de señalización o aviso y se utiliza en múltiples sistemas, como en automóviles o en electrodomésticos, incluidos los despertadores.
Inicialmente, este dispositivo estaba basado en un sistema electromecánico que era similar a una campana eléctrica, pero sin el badajo metálico, el cual imitaba el sonido de una campana.
Su construcción consta de dos elementos, un electroimán o disco piezoeléctrico y una lámina metálica de acero o metal. El zumbador puede ser conectado a circuitos integrados especiales para así lograr distintos tonos.
Existen dos tipos diferentes: electromagnéticos y piezoeléctricos.
En el primero, cuando se acciona, la corriente pasa por la bobina del electroimán y produce un campo magnético variable que hace vibrar la lámina de acero sobre la armadura.
En el segundo la corriente pasa por el disco piezoeléctrico haciéndolo entrar en resonancia eléctrica y produciendo ultrasonidos que son amplificados por la lámina de acero o metal.
El nivel sonoro puede llegar a alcanzar los 80 decibelios dependiendo del modelo, por lo que son una buena alternativa al timbre de campana en ambientes ruidosos.